# Grand Prismatic Spring
Grand Prismatic Spring là một hồ nước nóng nằm trong khu Midway Geyser Basin thuộc Vườn quốc gia Yellowstone, đây là hồ nước nóng có diện tích lớn nhất Hoa Kỳ, và lớn thứ ba trên thế giới sau Frying Pan Lake ở New Zealand và Boiling Lake ở Dominica. Hồ được nhóm khảo sát của nhà địa chất học Ferdinand V. Hayden nghiên cứu vào năm 1871. Họ đặt tên Grand Prismatic (tạm dịch: Lăng kính khổng lồ) cho hồ cũng bởi màu sắc nổi bật của nó. Mặt hồ giống như sự tán sắc ánh sáng trắng qua một lăng kính quang học, gồm đủ các màu từ đỏ, cam, vàng, xanh lá cây cho tới xanh lam.

## Lịch sử
Những tìm hiểu đầu tiên về Grand Prismatic Spring là từ các nhà thám hiểm và khảo sát đến từ châu Âu. Năm 1839, một nhóm săn lông thú từ công ty American Fur Company đã vượt qua lưu vực Midway Geyser Basin và nhận thấy có một "hồ nước sôi" ở đây, mà chính là Grand Prismatic ngày nay, ước lượng đường kính khoảng 90 m (300 ft). Đến năm 1870, nhóm nhà thám hiểm Washburn, Langford và Doane tới thăm hồ nước và tìm ra được một mạch nước gần đó phun lên ở độ cao 15 m (50 ft) (sau này gọi tên là Excelsior).

## Đặc điểm vật lý

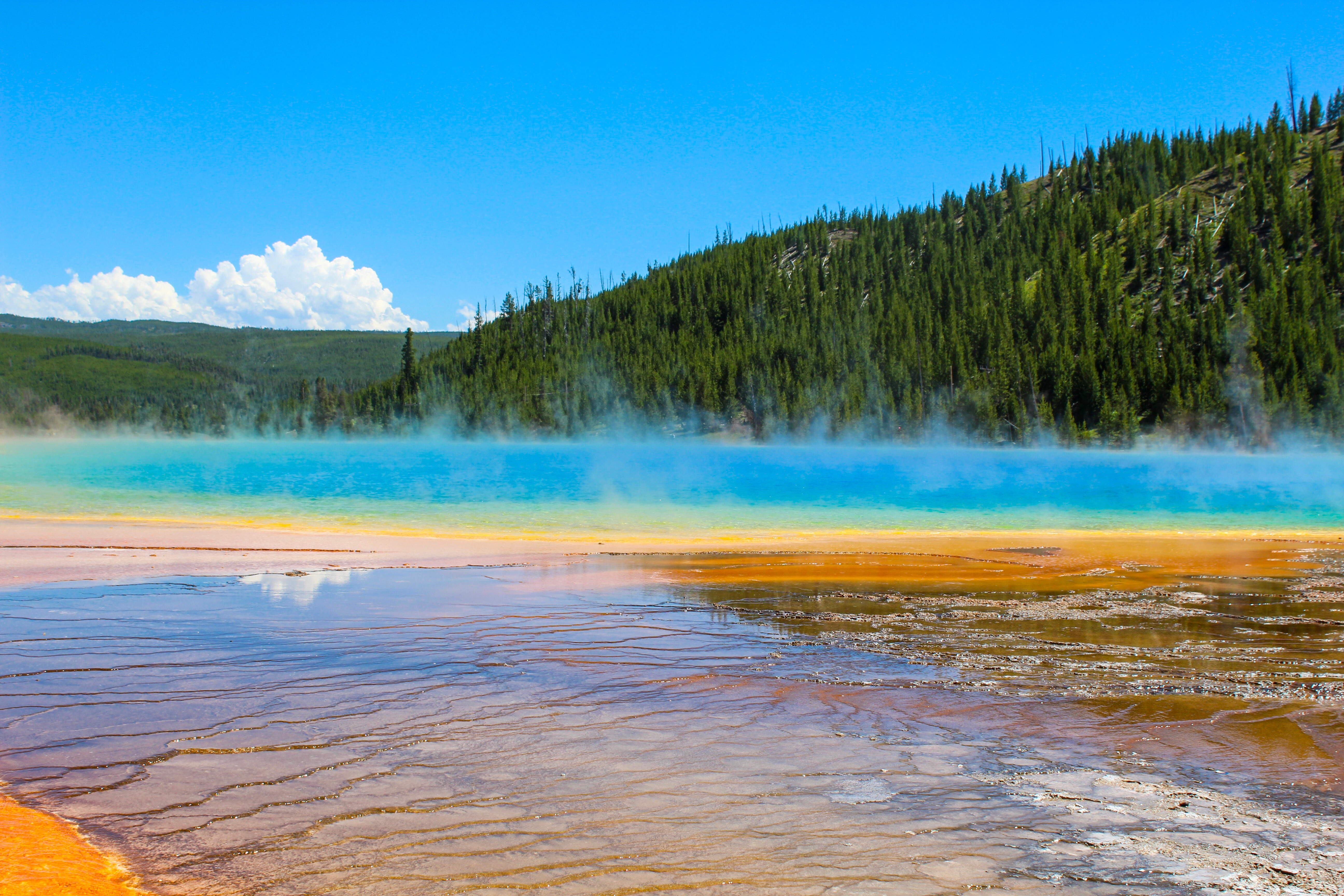
Suối Grand Prismatic vào tháng 7

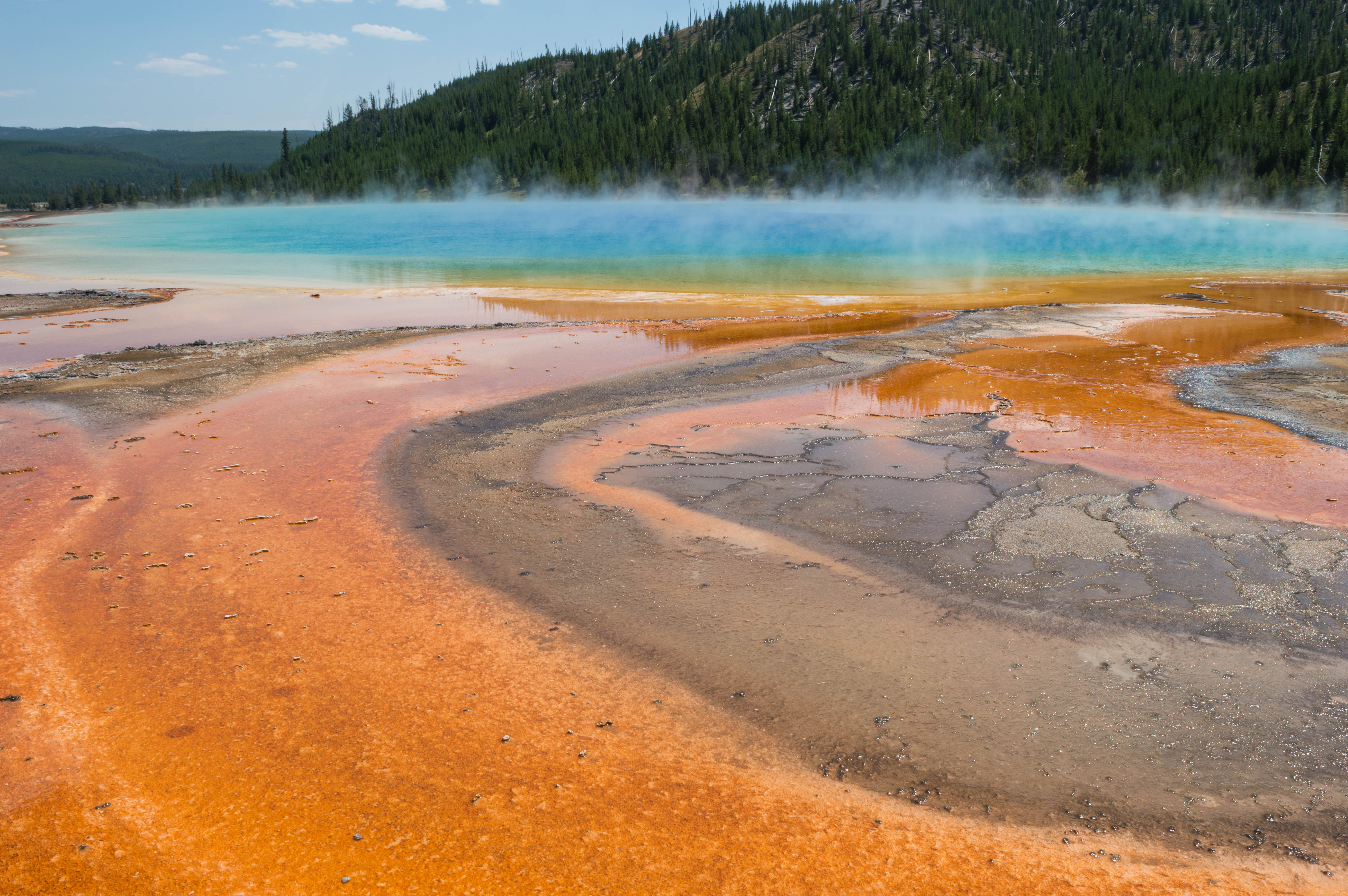
Thảm vi sinh vật

Hồ nước có đường kính khoảng 110 m (370 ft) và độ sâu 50 m (160 ft). Mỗi phút, hồ thoát và bốc hơi khoảng 2.100 lít nước (560 gallon Mỹ) ở nhiệt độ 70 °C (160 °F).

## Màu sắc
Màu sắc bắt mắt trong hồ là kết quả của các thảm vi sinh vật (thảm vi sinh vật là một mảng vi sinh vật nhiều lớp, chủ yếu là vi khuẩn và vi khuẩn cổ phát triển tại các giao diện giữa các loại vật liệu khác nhau, chủ yếu là trên bề mặt ngập nước hoặc ẩm ướt) bám xung quanh bờ trong môi trường nước giàu khoáng chất. Các vi sinh tạo ra một thảm đa sắc từ đỏ đến xanh lá cây, thảm màu này phụ thuộc vào sự chênh lệch nhiệt độ dòng chảy cũng như tỷ lệ diệp lục nhiều hay ít trong các sắc tố hữu cơ carotenoid. Vào mùa hè, thảm vi sinh thường có màu đỏ và cam, trong khi mùa đông thảm lại chuyển sang màu xanh lá đậm. Giữa lòng Grand Prismatic nóng nhất và có màu xanh lam thuần do đây là khu vực nước sâu, có sự tán xạ ánh sáng xanh của các hạt lơ lửng trong nước, và do không có vi khuẩn cổ phát triển.

## Hình ảnh
- Video

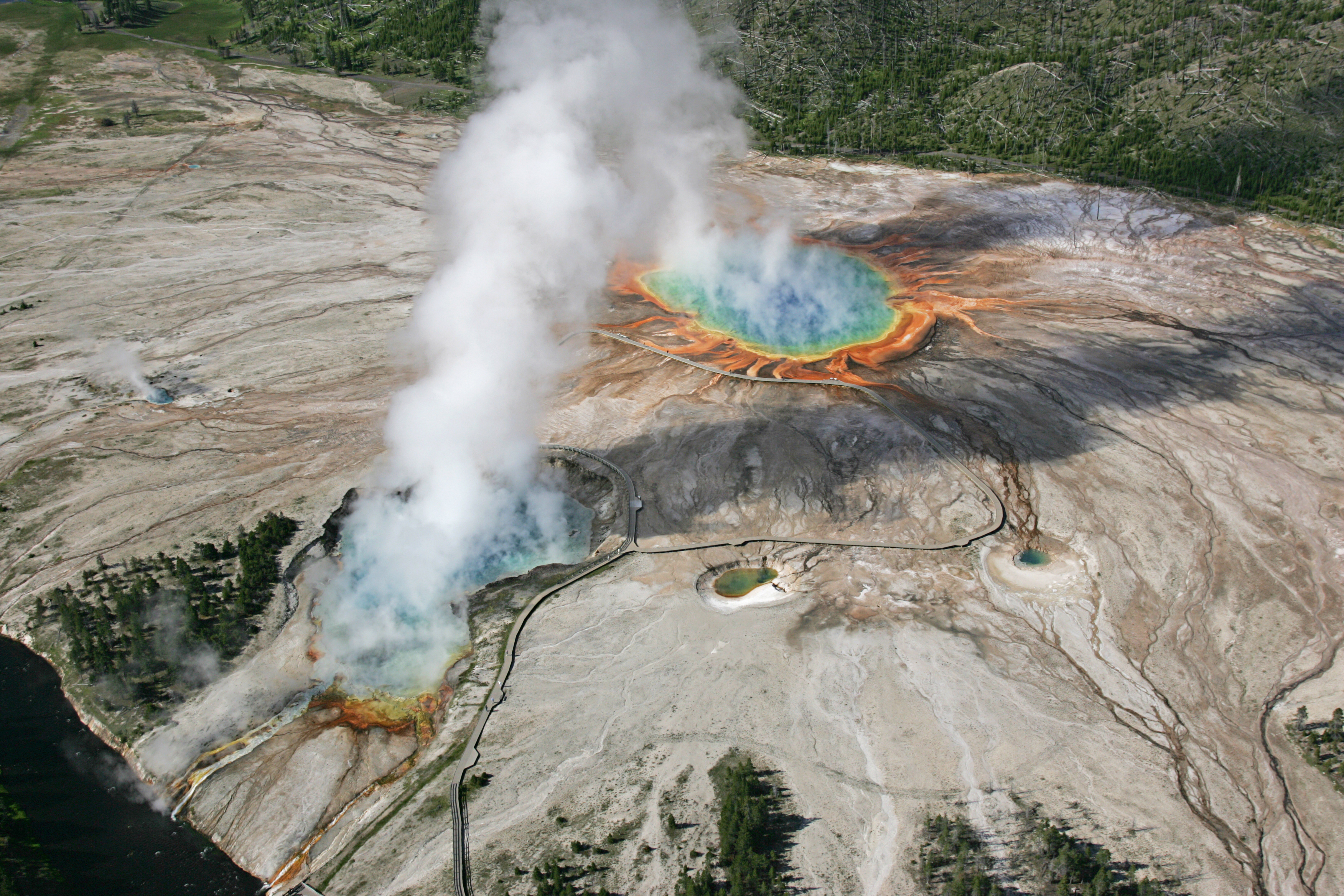
Với mạch nước phun Excelsior
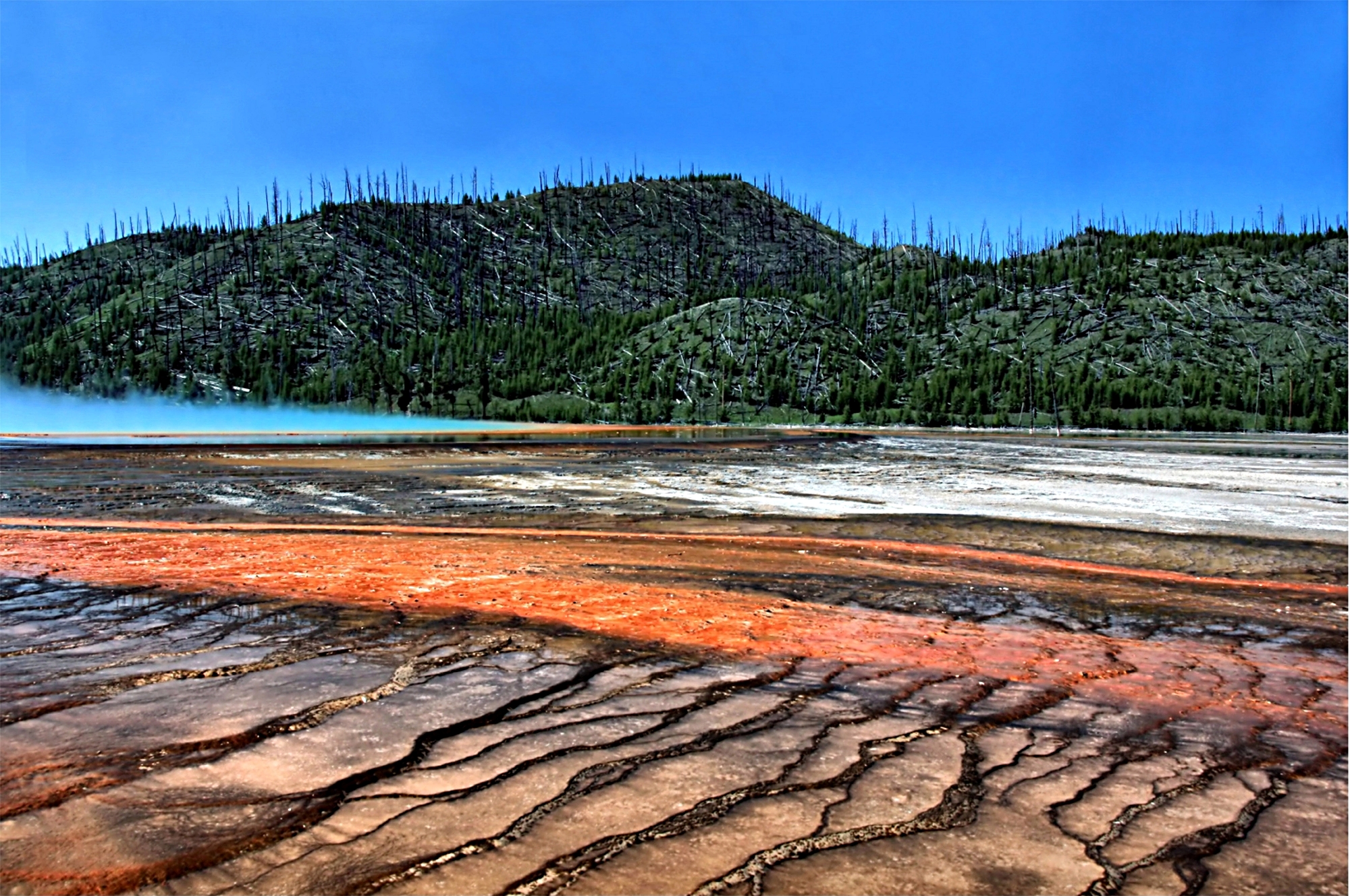
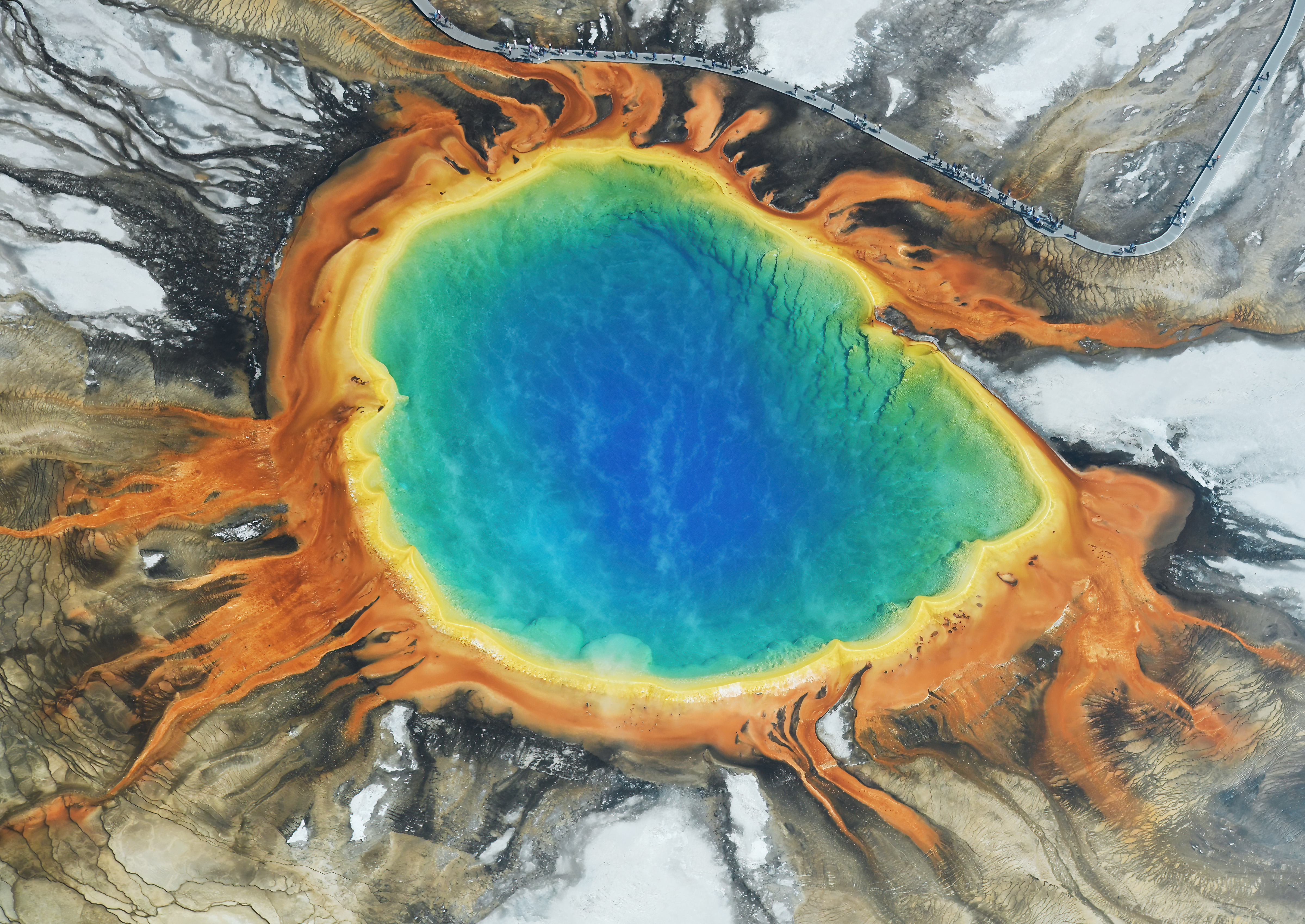
Đường đi bộ bằng gỗ cho phép du khách tới gần suối nước nóng Grand Prismatic.
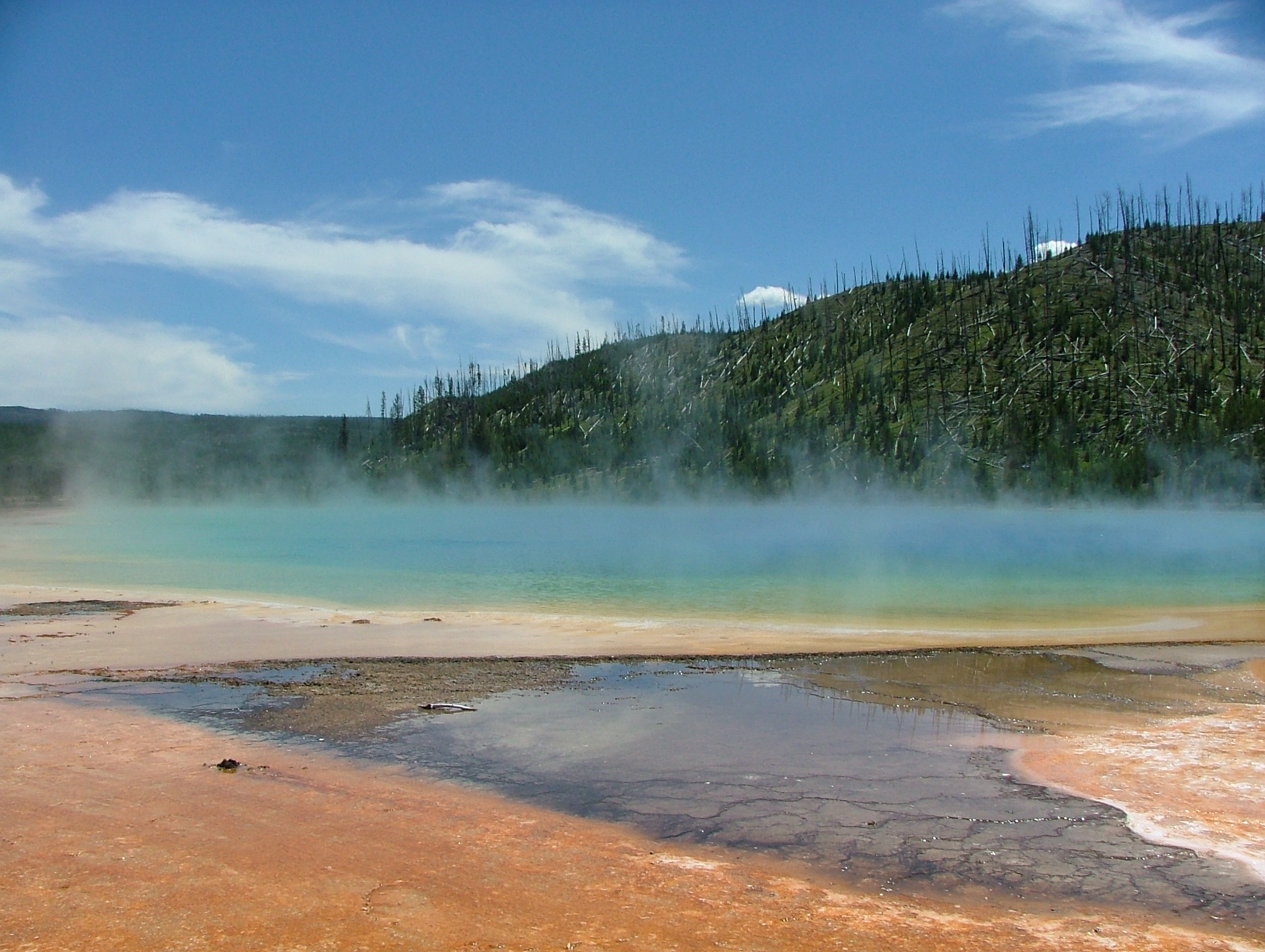
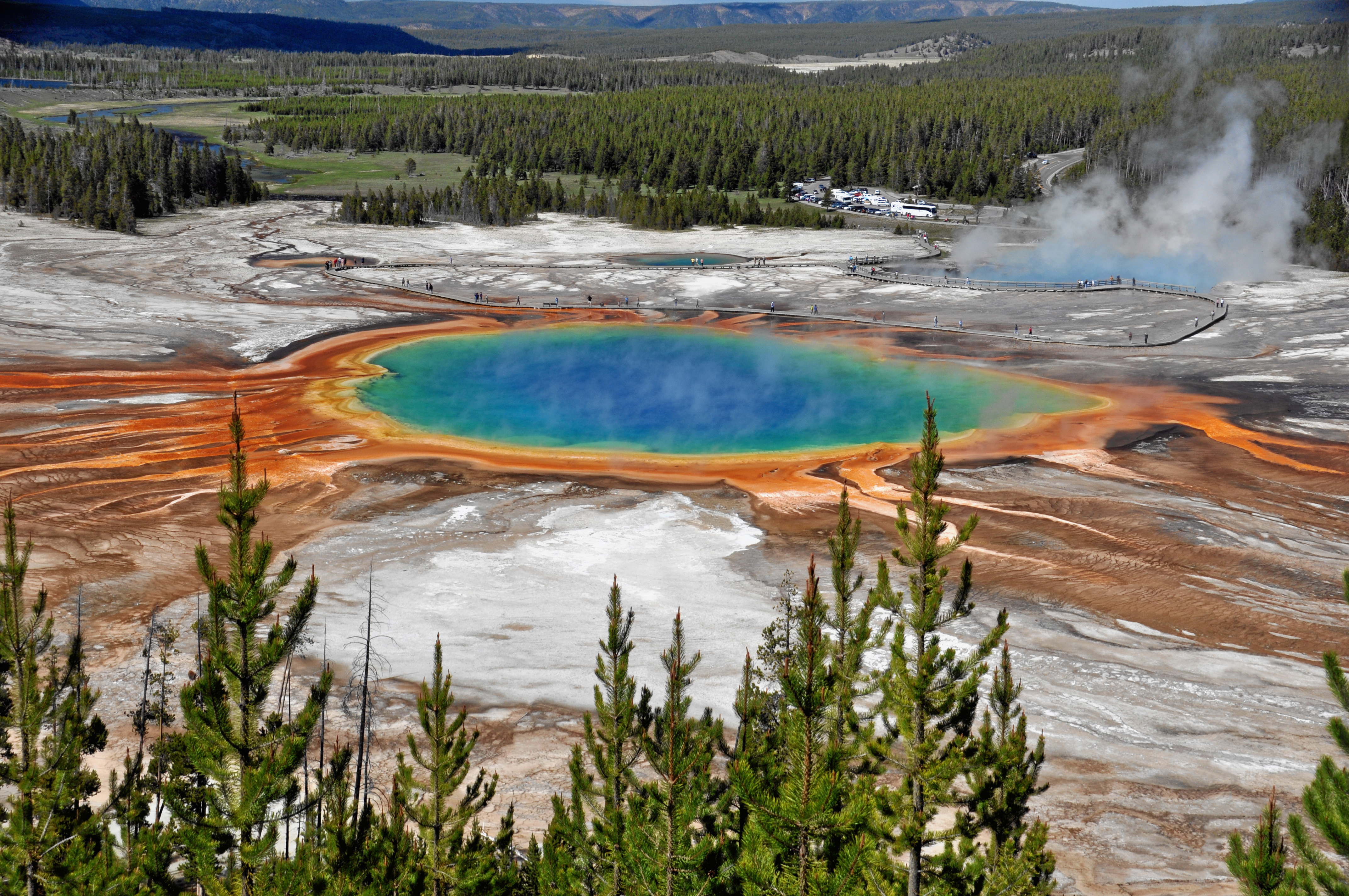